# System Software 6
System Software 6 – wersja systemu operacyjnego Mac OS, wydana w kwietniu 1988 roku przez Apple Computer. Następcą systemu jest System Software 7.

## Historia
| Wersja | Wydany               | Komputer                                                                               |
| 6.0    | kwiecień 1988        |                                                                                        |
| 6.0.1  | 19 września 1988     | Macintosh IIx                                                                          |
| 6.0.2  | koniec 1988          |                                                                                        |
| 6.0.3  | 7 marca 1989         | Macintosh IIcx                                                                         |
| 6.0.4  | 20 września 1989     | Macintosh IIci i Macintosh Portable                                                    |
| 6.0.5  | 19 marca 1990        | Macintosh IIfx                                                                         |
| 6.0.6  | 15 października 1990 | Macintosh Classic, LC i IIsi                                                           |
| 6.0.7  | 16 października 1990 | Macintosh Classic, LC i IIsi                                                           |
| 6.0.8  | 13 maja 1991         | Macintosh LC II                                                                        |
| 6.0.8L | 23 marca 1992        | Macintosh Classic, Macintosh Classic II, Macintosh LC, Macintosh LC II i PowerBook 100 |